# アレクサンドル・ブクル
アレクサンドル・ブクル（Alexandru Bucur、1994年4月24日 - ）は、スーペルリーガ、CSMシュティインツァ・バヤ・マーレに所属するラグビーユニオン選手。

## プロフィール
- ルーマニア出身[1]。
- ポジションはセンター(CTB)、フルバック(FB)。
- 身長 175cm、体重 82kg
- ルーマニア代表キャップは15（2025年2月現在）でラグビーワールドカップ2023のルーマニア代表に選ばれた[2]。

## 略歴
2013年、CSMシュティインツァ・バヤ・マーレに加入。